# ボリス・ロマショフ
ボリス・セルゲーエヴィッチ・ロマショフ（ロシア語: Бори́с Серге́евич Ромашо́в, ラテン文字転写: Boris Sergeevich Romashov, 1895年6月30日 - 1958年5月6日）は、ロシア帝国サンクトペテルブルク出身の劇作家。日本語の表記によっては「ロマショーフ」とも。
1924年に『コサック大尉フュージカ（Федька-есаул）』を著して劇作家デビューを果たし、1948年にスターリン賞が授与された。
1925年に著されたネップ（新経済政策）実施後のモスクワ銀行を舞台に描いた喜劇『空気まんじゅう（Воздушный пирог）』は日本に於いても1927年に築地小劇場にて上演された。

## 生涯
1895年6月30日、ロシア帝国サンクトペテルブルクに俳優を務めていた両親の元に生まれる。
モスクワ大学に進学するが、中退し、一時は俳優として舞台に立った。
1924年に処女作である戯曲『コサック大尉フュージカ』を著して以来、ジャーナリストとしても活躍した。
1925年に著された後にロマショフの代表作となる『空気まんじゅう』はネップ（新経済政策）時代のブルジョア的事件を暴露した諷刺作品として注目を浴び、劇作家としての地位を確立した。
1926年以降はシナリオライターとしても活躍し、第二次世界大戦中は『星は消えない』と言った作品を著した。
戦後はソ連の愛国心をテーマにした『偉大なる力』を著して好評を博し、1948年にはスターリン賞が授与された。
1958年5月8日にモスクワで亡くなる。

## 作品
ロシア文学者の沢崎洋子はロマショフの作風を、鋭い諷刺や役者の個性的なセリフが重点的に駆使されており、ロシア帝国からソ連にかけての新旧の葛藤が描かれていると評した。
なお邦題は参考文献に記述のあったもののみ掲載した。
- 1924年、『コサック大尉フュージカ（Федька-есаул）』
- 1925年、『空気まんじゅう（Воздушный пирог）』
- 1925年、『Его спасает небо』
- 1926年、『クリヴォルイリスクの最後（Конец Криворыльска）』
- 1929年、『火の橋（Огненный мост）』
- 1933年、『Смена героев』
- 1933年、『戦士たち（Бойцы）』
- 1938年、『Родной дом』
- 1942年、『星は消えない（Звёзды не могут погаснуть）』
- 1943年、『Знатная фамилия』
- 1947年、『大いなる力（Великая сила）』